# Henry Graf
Henry Christopher Graf (Bad Soden, 4 de enero de 2002) es un deportista alemán que compite en triatlón. Ganó dos medallas en el Campeonato Mundial de Triatlón por Relevos Mixtos, en los años 2024 y 2025.

## Palmarés internacional
| Campeonato Mundial por Relevos Mixtos | Campeonato Mundial por Relevos Mixtos | Campeonato Mundial por Relevos Mixtos | Campeonato Mundial por Relevos Mixtos |
| Año                                   | Lugar                                 | Medalla                               | Prueba                                |
| ------------------------------------- | ------------------------------------- | ------------------------------------- | ------------------------------------- |
| 2024                                  | Hamburgo (Alemania)                   | Medalla de oro                        | Relevo mixto                          |
| 2025                                  | Hamburgo (Alemania)                   | Medalla de bronce                     | Relevo mixto                          |